# Daurice Fountain
Daurice Fountain (Madison, 22 dicembre 1995) è un giocatore di football americano statunitense che milita nel ruolo di wide receiver per i Detroit Lions della National Football League (NFL).

## Carriera universitaria
Fountain frequentò l'University of Northern Iowa dal 2014 al 2017 e ha giocato per gli UNI Panthers. In quattro stagioni disputò 52 partite (37 da titolare), totalizzando 150 ricezioni per 2.077 yard e 23 touchdown; guidò la squadra in ricezioni, yard ricevute e touchdown su ricezione per tre stagioni consecutive. Al termine della sua stagione da senior fu nominato nella prima formazione ideale All-MVFC.

## Carriera professionistica

### Indianapolis Colts
Fountain fu scelto nel corso del 5º giro (159º assoluto) del Draft NFL 2018 dagli Indianapolis Colts. Il 1º settembre 2018 fu svincolato e il giorno seguente ri-firmato alla squadra di allenamento. Il 7 dicembre 2018 fu attivato alla prima squadra. Terminò la sua stagione da rookie con una sola presenza e senza far registrare alcuna statistica.

### Kansas City Chiefs
Il 17 maggio 2021 Fountain firmò con i Kansas City Chiefs.